# Bohdan Królikowski
Bohdan Królikowski (ur. 3 lutego 1934 w Wilnie) – polski prozaik.

## Życiorys
Ukończył filologię polską na Katolickim Uniwersytecie Lubelskim. Debiutował w 1956 na łamach prasy jako krytyk literacki. Od 1956 był pracownikiem naukowym Biblioteki Katolickiego Uniwersytetu Lubelskiego oraz kustoszem dyplomowanym. W 1967 uzyskał stopień doktora na Uniwersytecie Warszawskim za rozprawę Pamiętnik Marcina Matuszewicza. Jego debiut książkowy miał miejsce w 1972. Od 1971 do 1973 był współpracownikiem Polskiego Radia. W latach 1978–1979 przebywał przez dziewięć miesięcy na stypendium naukowym w Paryżu.
Jego zainteresowania to pamiętniki staropolskie, dawne wojsko polskie, dzieje munduru, historia orła wojskowego i dzieje oraz kultura Zamojszczyzny. Od 1958 należał do Stowarzyszenia Miłośników Dawnej Broni i Barwy. W latach 1969–1980 był prezesem oddziału lubelskiego tego towarzystwa, a od 1980 członkiem zarządu głównego. Był też członkiem Lubelskiego Klubu Jeździeckiego. Od 1977 pozostawał członkiem Związku Literatów Polskich, a od 1981 był prezesem oddziału lubelskiego ZLP. 
W 1979 zdobył nagrodę im. Bolesława Prusa za cykl powieści historycznych (Błażeja Siennickiego diariusz z wojny szwedzkiej - 1977, Błażeja Siennickiego przypadki wojenne osobliwsze - 1978, Błażeja Siennickiego z wojen przeszłych notacje - 1978).

## Twórczość
- Bez amarantów. Ułańska jesień
- Błażeja Siennickiego diariusz z wojny szwedzkiej
- Błażeja Siennickiego przypadki wojenne osobliwsze
- Błażeja Siennickiego z wojen przeszłych notacje
- Czas ułanów: Polski wrzesień 1939
- Dopóki szabla w garści
- Fortalicium Marianum albo Szaniec Bogarodzicy na obronę narodu polskiego wystawion spod którego nieprzyjaciel wszelki z konfuzją odejdzie
- Generał Michał Bołtuć. Wizerunek żołnierza
- Generała artylerii koronnej żywot własny
- Grzechy pamięci
- Labirynt wojny północnej 1700-1706
- Listy znad Sekwany
- Listy znad Tamizy
- Na ułańskich drogach
- Odyseusze z 10. Brygady
- Pamięć wrzosu
- Rewolwery z Paryża. Opowieść powstańcza
- Rotmistrz z kradzionym herbem
- Szabla ta sama. Ułańska historia rodzinna
- Szable nie rdzewiały czyli Przewagi lisowczyków nad Turkiem srogim pod Cecorą i Chocimiem czynione
- Ten dzielny miś
- Twierdza
- Wiatr na szablach
- Wśród Sarmatów. Radziwiłłowie i pamiętnikarze